# Agnes Wolbert
Agnes Wolbert (Oldenzaal, 20 de agosto de 1958) es una política neerlandesa que actualmente ocupa un escaño en la Segunda Cámara de los Estados Generales para el período legislativo 2012-2017 por el Partido del Trabajo (Partij van de Arbeid).
Estudió Educación especial en la Universidad de Groningen para luego ser asistente de investigación y profesor en la Hogeschool Midden Nederland. Como parte de su trabajo legislativo fue parte de los comités de Defensa; Educación, Cultura y Ciencia; Salud, Bienestar y Deportes, Interior; entre otros.